# Tomahawk

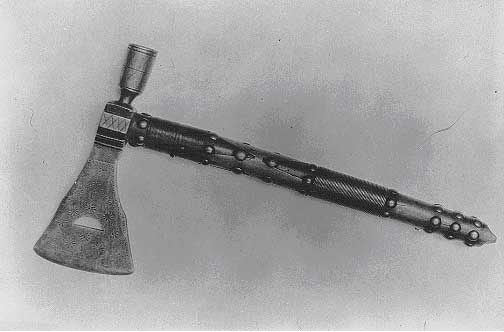
Tomahawk.

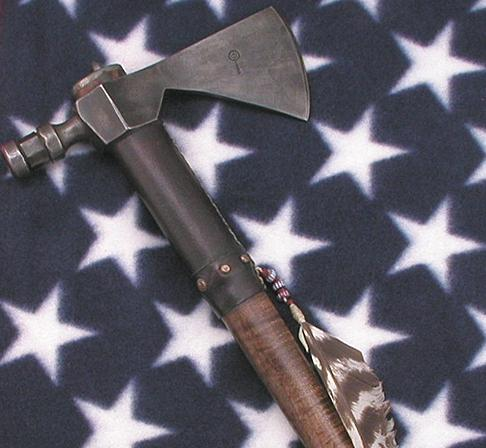
Tomahawk

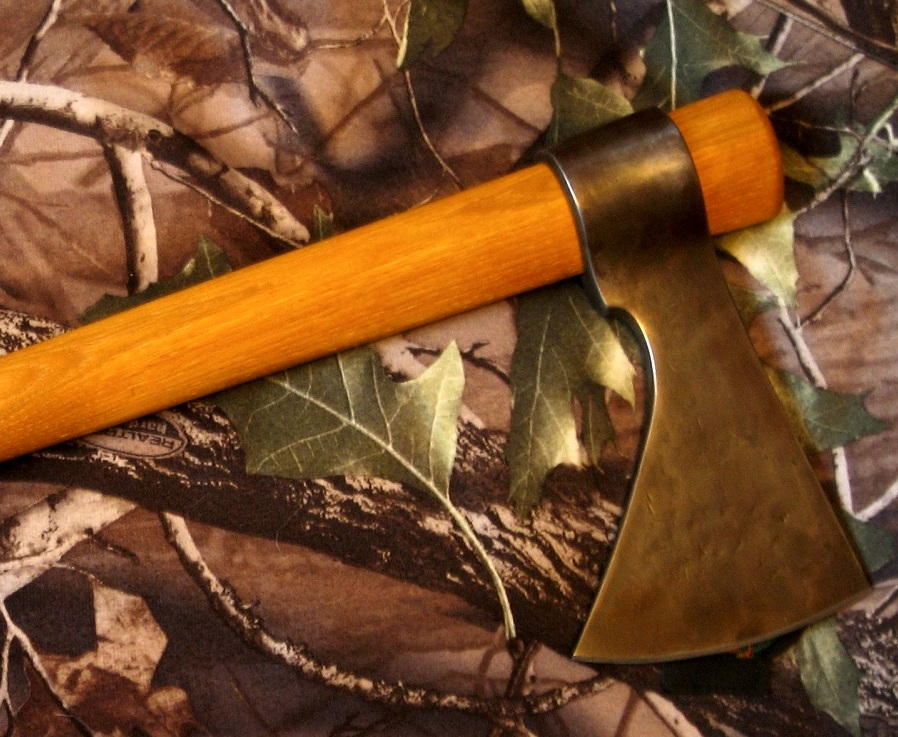
Tomahawk

Tomahawk là một loại rìu cầm tay của những người Anh Điêng Bắc Mỹ. Tên gọi của rìu Tomahawk lần đầu tiên được ghi nhận trong tiếng Anh vào thế kỷ 17, chuyển ngữ từ âm gốc của bộ lạc Powhatan. Cộng đồng người da đỏ thuộc nhóm Algonquia ở miền Nam nước Mỹ được cho là những người đã sáng chế ra ra loại rìu này. Rìu Tomahawk truyền thống thường có cán dài khoảng 60 cm, đầu hẹp, trọng lượng nhẹ hơn so với loại rìu phổ biến ở châu Âu. 
Thời nguyên thủy, loại rìu này được chế tạo bằng đá tròn hoặc xương hươu, nai, phần tay cầm được làm bằng gỗ. Tomahawk hiện đại có cán bằng gỗ hồ đào, tần bì hoặc gỗ phong không dài quá 2 ft (61 cm), có thể được gia cố bằng da thuộc. Rìu thường được buộc thêm lông vũ hoặc những dải băng thổ cẩm có hoa văn khắc nhau tùy từng bộ lạc hoặc địa vị của người sử dụng. 
Rìu Tomahawk được người Da đỏ sử dụng làm vũ khí chiến đấu cầm tay hoặc vũ khí ném. Chúng cũng được sử dụng cho sinh hoạt hàng ngày như cắt xẻ thực phẩm hoặc săn bắn.
Vào cuối thế kỷ 18, Quân đội Anh đã cấp các tomahawk cho các chính quyền thuộc địa của họ trong cách mạng Mỹ như một vũ khí và công cụ.
Những chiếc rìu tomahawk hiện đại được thiết kế bởi Peter LaGana bao gồm tay cầm bằng gỗ, hơi giống như một cái rìu và một vỏ bọc bằng da và được sử dụng bởi các lực lượng Mỹ chọn lọc trong chiến tranh Việt Nam và được gọi là "Tomahawk Việt Nam".

## Từ nguyên
Tên gọi xuất phát từ tiếng Powhatan tamahaac, có gốc từ Proto-Algonquia *temah- "cắt bằng dụng cụ". tiếng Algonquia cùng nguồn ngốc bao gồm Lenape təmahikan, Malecite-Passamaquoddy tomhikon, và Abenaki demahigan, tất cả đều có nghĩa là "rìu".